# Hardinge Mountains
Hardinge Mountains är en bergskedja i Kanada.   Den ligger i territoriet Northwest Territories, i den norra delen av landet, 4 000 km nordväst om huvudstaden Ottawa.
Trakten runt Hardinge Mountains består i huvudsak av gräsmarker. Trakten runt Hardinge Mountains är nära nog obefolkad, med mindre än två invånare per kvadratkilometer.